# Social Path / Super Bowl
Social Path / Super Bowl — третий японскоязычный мини-альбом южнокорейского бой-бэнда Stray Kids, выпущенный лейблом Epic Records Japan 6 сентября 2023 года. Заявляется как «первый мини-альбом группы в Японии», несмотря на наличие двух предыдущих изданий All In (2020) и Circus (2022), официально классифицированных как «мини-альбом».
Social Path / Super Bowl содержит приглашённое выступление японской исполнительницы LiSA. В коммерческом плане мини-альбом возглавил чарты Oricon Albums Chart и Billboard Japan Hot Albums в течение двух недель и Японская ассоциация звукозаписывающих компаний (RIAJ) присвоил ему миллионный сертификат. Кроме того, альбом также одержал победу в категории «5 лучших синглов» 38-й церемонии Japan Gold Disc Awards.

## Предыстория и выпуск
26 июня 2023 года Stray Kids анонсировали свой первый японскоязычный мини-альбом, запланированный к выпуску 6 сентября. Предварительные заказы начались в тот же день. 27 июля Stray Kids раскрыли название мини-альбома — «Social Path (feat. Lisa) / Super Bowl (Japanese Ver.)», а также список композиций, подтвердивший двойной заглавный сингл «Social Path» с участием японской исполнительницы LiSA и японскую версию сингла «Super Bowl» с третьего студийного альбома группы 5-Star. Японская версия «Super Bowl» выпущена 10 августа, а «Social Path» — 30-го, причём на обе песни было снято сопроводительный музыкальный видеоклип.

## Музыка и тексты песен
Первый сингл «Social Path» с участием LiSA является рок-номером, выражающим опыт обоих артистов в музыкальной карьере и их твёрдую веру и решимость. «Super Bowl» сравнивает музыку Stray Kids с кулинарией; в нём сопровождает техно, а шёпот похож на ASMR. «Butterflies» является сочетанием босановы, хип-хопа и фортепианной мелодии.

## Продвижение
Для продвижения альбома Stray Kids отправились в тур «5-Star Dome Tour» по Республике Корея и Японии. Тур начался 16 августа в куполе PayPay в городе Фукуока и завершился 29 октября в токийском стадионе «Токио Доум». Во время тура группа показала дебютные выступления синглов «Super Bowl» и «Social Path». Группа появилась на обложке и дала интервью для изданий Harper’s Bazaar Japan и 25ans в июле. В честь релиза коллектив провёл живое мероприятие для представления мини-альбома. Stray Kids и LiSA появились на телевизионном шоу «Venue 101 Presents Stray Kids 5-Star Live» 23 сентября для исполнения «Social Path», «S-Class», «Case 143» (японская версия), «Back Door» и «Thunderous».

## Награды и номинации
| Церемония             | Год  | Категория          | Итог   | Источник |
| --------------------- | ---- | ------------------ | ------ | -------- |
| Japan Gold Disc Award | 2024 | «5 лучших синглов» | Победа | [ 18 ]   |

## Коммерческий успех
В день выхода, 5 сентября, альбом Social Path / Super Bowl был продан в количестве 556 425 копий по данным SoundScan Japan, и 333 433 копий на Oricon. Мини-альбом дебютировал на первой позиции в Oricon Albums Chart и Combined Albums, став вторым возглавлявшим альбомом в Японии после The Sound (2023). Разойдясь тиражом 506 000 копий, EP стал самым продаваемым альбомом группы за первую неделю, превзойдя 378 000 копий предыдущего выпуска. Альбом возглавлял оба чарта две недели подряд, на второй неделе разойдясь тиражом 72 000 копий, а всего было продано 578 000 копий.
В чарте Billboard Japan альбом занял первую позицию, заработав 737 965 копий компакт-дисков и 749 цифровых продаж. На второй неделе вновь занял первое место, продав 198 130 копий. Social Path / Super Bowl стал третьим самым продаваемым альбомом в Billboard Japan Hot Albums по итогам 2023 года с 1 089 952 копиями. 29 сентября компания Sony Music Labels заявила, что объём продаж альбома превысил миллион экземпляров, а 10 октября Японская ассоциация звукозаписывающих компаний (RIAJ) присвоила альбому миллионный сертификат, что сделало Stray Kids самым быстрым южнокорейским бой-бэндом, достигшим миллионного объёма продаж с момента своего дебюта в Японии.

## Список композиций
| №                   | Название                                | Текст песни                                | Музыка                          | Arrangement         | Длительность |
| ------------------- | --------------------------------------- | ------------------------------------------ | ------------------------------- | ------------------- | ------------ |
| 1.                  | «Social Path» (с участием LiSA)         | Пан Чхан Чханбин Хан Ёхей                  | Пан Чхан Чханбин Хан Версачхой  | Версачхой           | 3:19         |
| 2.                  | «Super Bowl» (японская версия)          | Пан Чхан Чханбин Хан Феликс KM-Markit      | Пан Чхан Чханбин Хан Зак Джурич | Зак Джурич Пан Чхан | 3:05         |
| 3.                  | «Butterflies»                           | Пан Чхан Версачхой D&H (Purple Night) Ёхей | Пан Чхан Версачхой              | Пан Чхан Версачхой  | 3:10         |
| 4.                  | «Social Path» (инструментальная версия) |                                            |                                 |                     | 3:19         |
| 5.                  | «Butterflies» (инструментальная версия) |                                            |                                 |                     | 3:10         |
| Общая длительность: | Общая длительность:                     | Общая длительность:                        | Общая длительность:             | Общая длительность: | 16:02        |

## Чарты
| Чарт (2023)                         | Высшая позиция |
| ----------------------------------- | -------------- |
| Япония (Billboard Japan Hot Albums) | 1              |
| Япония (Oricon Combined Albums)     | 1              |
| Япония (Oricon)                     | 1              |

| Чарт (2023)     | Высшая позиция |
| --------------- | -------------- |
| Япония (Oricon) | 1              |

| Чарт (2023)                         | Высшая позиция |
| ----------------------------------- | -------------- |
| Япония (Billboard Japan Hot Albums) | 3              |
| Япония (Oricon Combined Albums)     | 4              |
| Япония (Oricon)                     | 4              |

## Сертификации и продажи
| Регион                                                      | Сертификация | Продажи    |
| ----------------------------------------------------------- | ------------ | ---------- |
| Япония (RIAJ) · Физический                                  | Миллионный   | 1 000 000^ |
| Япония · Цифровой                                           | —            | 747        |
| ^ Данные о тиражах приведены только на основе сертификации. |              |            |

### Комментарии
1. ↑  Встречается название Social Path (feat. Lisa) / Super Bowl (Japanese Ver.).